# Helen Vogt
Helen Vogt (ur. 14 maja 1982 w Berus) – niemiecka wokalistka. Jest założycielką trip hopowego zespołu Lighthouse in Darkness i byłą wokalistką gothic metalowego zespołu Flowing Tears.
Jest w związku małżeńskim z gitarzystą zespołu Powerwolf – Davidem Vogtem.
Swoją karierę muzyczną rozpoczęła w 1999 jako wokalistka Sweet Infernal Noise.

## Dyskografia

### Lighthouse in Darkness
- The Melancholy Movies (2019)[5][1]

### Flowing Tears
- Razorbliss (2004)
- Invanity – Live in Berlin (2007)
- Thy Kingdom Gone (2008)

### Sweet Infernal Noise
- SIN (2002)

### Wystąpienia gościnne
- Powerwolf – Bible of the Beast (2009)
- Powerwolf – Blood of the Saints (2011)
- Van Canto – Break the Silence (2011)
- Powerwolf – Preachers of the Night (2013)
- Lovelorn Dolls – The House of Wonders (2013)
- Powerwolf – Blessed & Possessed (2015)